# Eleição municipal de Tucuruí em 2024
A eleição municipal da cidade de Tucuruí em 2024 ocorreu no dia 6 de outubro (primeiro turno), com o objetivo de eleger um prefeito, um vice-prefeito e 17 vereadores responsáveis pela administração da cidade, que terá seu início em 1° de janeiro de 2025, e terá seu término em 31 de dezembro de 2028.
O então prefeito Alexandre Siqueira, do Movimento Democrático Brasileiro (MDB) disputou um novo mandato a frente do poder executivo municipal, enfrentando diretamente a ex-deputada estadual Eliane Lima (Solidariedade) repetindo a polarização do pleito anterior, sendo reeleito com 51,63% dos votos válidos, correspondente a 29.387 votos nominais.

## Contexto

### Eleição anterior
O empresário Alexandre Siqueira, filiado ao Movimento Democrático Brasileiro (MDB), foi eleito prefeito de Tucuruí com 18.104 votos (32,15%), derrotando a empresária, ex-primeira-dama e ex-deputada estadual Eliane Lima, do Partido da Social Democracia Brasileira (PSDB), que obteve 17.940 votos (31,86%) e o então mandatário Artur de Jesus Brito, do Partido Trabalhista Brasileiro (PTB), que obteve 8.911 votos (15,83%).

### Eleições gerais de 2022
Nas eleições para governador, Helder Barbalho (MDB) foi reeleito em primeiro turno obtendo 33.534 votos (66,25%), contra 16.109 votos (31,82%) de Zequinha Marinho (PL) em Cametá. Os outros candidatos somaram 976 votos (1,93%) na cidade.
Já no primeiro turno das eleições presidenciais, Luiz Inácio Lula da Silva (PT) obteve 29.837 votos (55,10%) contra 20.907 votos (38,61%) de Jair Bolsonaro (PL) no município. Outros candidatos somaram 3.409 votos (6,29%). No segundo turno, Lula obteve 29.792 votos (56,53%) e Bolsonaro obteve 22.909 votos (43,47%) na região.

## Calendário eleitoral
| Início        | Fim           | Atividades | Status    |
| ------------- | ------------- | --- | --------- |
| 7 de março    | 5 de abril    | Janela partidária para vereadores trocarem de partido visando concorrer às eleições sem perder o mandato. | Realizado |
| 6 de abril    | 6 de abril    | Data-limite para todas as legendas e federações partidárias obterem o registro dos estatutos no TSE e para todos os candidatos terem domicílio eleitoral na circunscrição em que desejam disputar as eleições com a filiação deferida pelo partido. | Realizado |
| 15 de maio    | 15 de maio    | Início da campanha de arrecadação prévia de recursos na modalidade de financiamento coletivo para pré-candidatos, sem realização de pedidos de voto e obedecendo a regras relativas à propaganda eleitoral na Internet.                             | Realizado |
| 20 de julho   | 5 de agosto   | Realização de convenções partidárias para deliberar sobre coligações e escolher candidatos às prefeituras e aos cargos de vereador. Os partidos têm até 15 de agosto para registrar os nomes na Justiça Eleitoral.                                  | Realizado |
| 16 de agosto  | 16 de agosto  | Início das campanhas eleitorais de forma igualitária, podendo qualquer publicidade ou manifestação com pedido explícito de voto antes da data ser considerada irregular e multada.                                                                  | Realizado |
| 30 de agosto  | 3 de outubro  | Veiculação da propaganda eleitoral gratuita no rádio e na televisão. | Realizado |
| 6 de outubro  | 6 de outubro  | Realização do primeiro turno das eleições municipais. | Realizado |
| 11 de outubro | 25 de outubro | Veiculação da propaganda eleitoral gratuita no rádio e na televisão para o segundo turno. | Realizado |
| 27 de outubro | 27 de outubro | Realização de um eventual segundo turno nas cidades com mais de 200 mil eleitores em que o candidato a prefeito mais votado não tenha atingido a metade mais um dos votos válidos.                                                                  | Realizado |

## Candidatos à prefeitura
| Nº | Prefeito(a)  | Prefeito(a)        | Prefeito(a)       | Prefeito(a)                                                                         | Vice Prefeito(a) | Vice Prefeito(a) | Vice Prefeito(a)    | Vice Prefeito(a)  | Vice Prefeito(a)                                                                      | Coligação Partido(s)                                    |
| Nº | Candidato(a) | Candidato(a)       | Partido Federação | Cargos relevantes                                                                   | Candidato(a)     | Candidato(a)     | Candidato(a)        | Partido Federação | Cargos relevantes                                                                     | Coligação Partido(s)                                    |
| -- | ------------ | ------------------ | ----------------- | ----------------------------------------------------------------------------------- | ---------------- | ---------------- | ------------------- | ----------------- | ------------------------------------------------------------------------------------- | ------------------------------------------------------- |
| 15 |              | Alexandre Siqueira | MDB               | - Prefeito de Tucuruí (2021–2025) - Empresário                                      |                  |                  | Claudinha Gonçalves | MDB               | - Assistente Social                                                                   | Bora Trabalhar MDB, UNIÃO, PP, PSD, Republicanos e PODE |
| 28 |              | Claudiney Furman   | PRTB              | - Empresário                                                                        |                  |                  | Hernandes Vaz       | PDT               | - Empresário                                                                          | Juntos por Tucuruí PRTB e PDT                           |
| 77 |              | Eliane Lima        | Solidariedade     | - Primeira-Dama de Tucuruí (2009-2016) - Deputada Estadual (2015–2018) - Empresária |                  |                  | Marcelo Costa Silva | PL                | - Presidente da Associação Comercial e Industrial de Tucuruí (2020–2021) - Empresário | A esperança se renova Solidariedade e PL                |

### Candidatura inapta
| Nº | Prefeito(a)  | Prefeito(a)      | Prefeito(a)       | Prefeito(a)                                                                           | Vice Prefeito(a) | Vice Prefeito(a) | Vice Prefeito(a) | Vice Prefeito(a)  | Vice Prefeito(a)                                                           | Coligação Partido(s)                                        |
| Nº | Candidato(a) | Candidato(a)     | Partido Federação | Cargos relevantes                                                                     | Candidato(a)     | Candidato(a)     | Candidato(a)     | Partido Federação | Cargos relevantes                                                          | Coligação Partido(s)                                        |
| -- | ------------ | ---------------- | ----------------- | ------------------------------------------------------------------------------------- | ---------------- | ---------------- | ---------------- | ----------------- | -------------------------------------------------------------------------- | ----------------------------------------------------------- |
| 25 |              | Sancler Ferreira | PRD               | - Prefeito de Tucuruí (2009–2016) - Vice-Prefeito de Tucuruí (2005-2008) - Engenheiro |                  |                  | Nilda Santos     | PRD               | - Vice-Prefeita de Tucuruí (2009-2016) - Vereadora por Tucuruí (2005-2008) | A mudança certa PRD, FEBrasil (PT, PCdoB e PV), Avante e DC |

Prefeito de Tucuruí (2009-2016), Sancler Ferreira anunciou a renúncia de sua candidatura em 23 de setembro de 2024, optando por apoiar Eliane Lima (Solidariedade).

## Candidatos à vereança
A regra eleitoral permite que um Partido ou Federação indique uma chapa que contenha, no máximo, 100% das vagas em disputa mais 1. No caso de Tucuruí, o número máximo de candidaturas é de 18.
A tabela a seguir apresenta o número de candidaturas em cada Partido e Federação, estando agrupados a partir de coligações na disputa do poder executivo. Lembre-se que a coligação em eleições proporcionais não existe mais no Brasil, sendo demonstrada a coligação majoritária apenas a título de visualização agrupada.
| Coligação ao executivo                 | Partido ou federação | Partido ou federação | Candidatos | Candidatos | Candidatos | Candidatos |
| -------------------------------------- | -------------------- | -------------------- | ---------- | ---------- | ---------- | ---------- |
| Bora Trabalhar (89 candidatos)         |                      |                      |            |            |            |            |
|                                        | MDB                  | 18                   | 18         | 18         | 18         |            |
|                                        | UNIÃO                | 18                   | 18         | 18         | 18         |            |
|                                        | PP                   | 18                   | 18         | 18         | 18         |            |
|                                        | Republicanos         | 18                   | 18         | 18         | 18         |            |
|                                        | PODE                 | 17                   | 17         | 17         | 17         |            |
|                                        | PSD                  | 0                    | 0          | 0          | 0          |            |
| A mudança certa (64 candidatos)        |                      |                      |            |            |            |            |
|                                        | PRD                  | 18                   | 18         | 18         | 18         |            |
|                                        | Avante               | 17                   | 17         | 17         | 17         |            |
|                                        | FE Brasil            | 16                   |            | PT         | 10         |            |
|                                        | FE Brasil            | 16                   | PCdoB      | 3          |            |            |
|                                        | FE Brasil            | 16                   | PV         | 3          |            |            |
|                                        | DC                   | 13                   | 13         | 13         | 13         |            |
| A esperança se renova (26 candidatos)  |                      |                      |            |            |            |            |
|                                        | PL                   | 16                   | 16         | 16         | 16         |            |
|                                        | Solidariedade        | 10                   | 10         | 10         | 10         |            |
| Juntos por Tucuruí (2 candidatos)      |                      |                      |            |            |            |            |
|                                        | PDT                  | 2                    | 2          | 2          | 2          |            |
|                                        | PRTB                 | 0                    | 0          | 0          | 0          |            |
| Partidos não coligados (17 candidatos) |                      |                      |            |            |            |            |
|                                        | PSDB Cidadania       | 17                   |            | PSDB       | 17         |            |
|                                        | PSDB Cidadania       | 17                   | Cidadania  | 0          |            |            |
| Total                                  | Total                | Total                | 198        | 198        | 198        | 198        |

## Pesquisas eleitorais
As pesquisas buscam analisar como seria o resultado da eleição se ela ocorresse no dia em que os dados dos entrevistados foram coletados, não tendo como objetivo pela porcentagem de confiança, prever o resultado final da eleição.
| Fonte | Data(s) conduzidas | Amostragem | Alexandre Siqueira MDB | Eliane Lima Solidariedade | Claudiney Furman PRTB | Sancler Ferreira PRD | Outros | Abst. Indec. | Vantagem | Ref.   |       |      |   |   |      |       |        |
| ----- | ------------------ | ---------- | ---------------------- | ------------------------- | --------------------- | -------------------- | ------ | ------------ | -------- | ------ | ----- | ---- | - | - | ---- | ----- | ------ |
| Fonte | Data(s) conduzidas | Amostragem | Skala                  | 30/Set-02/Out/2024        | 570                   | 58,0%                | Outros | Abst. Indec. | Vantagem | Ref.   | 31,2% | 2,5% | - | - | 8,3% | 26,8% | [ 11 ] |
| Gauss | 30/Set-01/Out/2024 | 750        | 62,80%                 | 27,73%                    | 2%                    | -                    | -      | 7,47%        | 35,07%   | [ 12 ] |       |      |   |   |      |       |        |
| Doxa  | 25/Set-29/Set/2024 | 500        | 39,2%                  | 51,3%                     | 2,0%                  | -                    | -      | 7,5%         | 12,1%    | [ 13 ] |       |      |   |   |      |       |        |
| Doxa  | 25/Set-29/Set/2024 | 500        | 42,4%                  | 55,4%                     | 2,2%                  | -                    | -      | [ c ]        | 13%      | [ 13 ] |       |      |   |   |      |       |        |
| Skala | 12/Set-14/Set/2024 | 569        | 57,6%                  | 28,3%                     | 3,2%                  | 0,9%                 | -      | 10%          | 29,3%    | [ 14 ] |       |      |   |   |      |       |        |
| Gauss | 14/Ago-15/Ago/2024 | 750        | 65,73%                 | 22,53%                    | 1,73%                 | 3,07%                | -      | 6,94%        | 44,20%   | [ 15 ] |       |      |   |   |      |       |        |
| Doxa  | 25/Mar-28/Mar/2024 | 400        | 36,6%                  | 41,2%                     | 2,0%                  | -                    | 3.0%   | 17,1%        | 4,6%     | [ 16 ] |       |      |   |   |      |       |        |
| Gauss | 20/Mar-21/Mar/2024 | 750        | 51,60%                 | 30,67%                    | 2,4%                  | -                    | 5,47%  | 9,86%        | 20,93%   | [ 17 ] |       |      |   |   |      |       |        |

## Resultados

### Prefeito
| Candidato(a)             | Candidato(a)                | Vice                      | 1º turno 6 de outubro de 2024 | 1º turno 6 de outubro de 2024 |
| Candidato(a)             | Candidato(a)                | Vice                      | Votação                       | Votação                       |
| Candidato(a)             | Candidato(a)                | Vice                      | Total                         | Porcentagem                   |
| ------------------------ | --------------------------- | ------------------------- | ----------------------------- | ----------------------------- |
|                          | Alexandre Siqueira (MDB)    | Claudinha Gonçalves (MDB) | 29.387                        | 51,63%                        |
|                          | Eliane Lima (Solidariedade) | Marcelo Costa Silva (PL)  | 26.740                        | 46,98%                        |
|                          | Claudiney Furman (PRTB)     | Hernandes Vaz (PDT)       | 794                           | 1,39%                         |
| → Total de votos válidos | → Total de votos válidos    | → Total de votos válidos  | 56.921                        | 96,88%                        |
| → Votos em branco        | → Votos em branco           | → Votos em branco         | 595                           | 1,01%                         |
| → Votos nulos            | → Votos nulos               | → Votos nulos             | 1.238                         | 2,11%                         |
| Total                    | Total                       | Total                     | 58.754                        | 80,65%                        |
| Abstenções               | Abstenções                  | Abstenções                | 14.093                        | 19,35%                        |
| Total de inscritos       | Total de inscritos          | Total de inscritos        | 72.847                        | 100%                          |

### Vereadores Eleitos
Foram eleitos 17 vereadores para a Câmara Municipal de Tucuruí.

  MDB: 8
  PP: 2
  Republicanos: 2
  UNIÃO: 2
  PODE: 1
  PRD: 1
  Solidariedade: 1

| Vereadores | Vereadores             | Partido       | Votação | %     | Cidade onde nasceu | UF               |
| ---------- | ---------------------- | ------------- | ------- | ----- | ------------------ | ---------------- |
|            | Jairo Holanda          | MDB           | 1.691   | 2,93% | Tucuruí            | Pará             |
|            | Weber Galvão           | MDB           | 1.580   | 2,74% | Capão Bonito       | São Paulo        |
|            | Daivyson Freeway       | MDB           | 1.564   | 2,71% | Belém              | Pará             |
|            | Paulo Morais da Costa  | MDB           | 1.500   | 2,60% | Tucuruí            | Pará             |
|            | José Vieira Almeida    | MDB           | 1.475   | 2,56% | Tucuruí            | Pará             |
|            | Cristiano Arrais       | MDB           | 1.475   | 2,56% | Tucuruí            | Pará             |
|            | Fernando Albuquerque   | MDB           | 1.408   | 2,44% | Tucuruí            | Pará             |
|            | Ilma Creão             | MDB           | 1.303   | 2,26% | Tucuruí            | Pará             |
|            | Titonho de Sousa       | PP            | 1.210   | 2,10% | Tucuruí            | Pará             |
|            | Fábio Ulisses          | UNIÃO         | 1.081   | 1,87% | Brasília           | Distrito Federal |
|            | Dodô Oliveira          | Republicanos  | 1.075   | 1,86% | Tucuruí            | Pará             |
|            | Sérgio Gomes           | UNIÃO         | 1.045   | 1,81% | Tucuruí            | Pará             |
|            | Sargento Paulo Bonieck | PP            | 958     | 1,66% | Marabá             | Pará             |
|            | Albert Lobato          | Republicanos  | 826     | 1,43% | Tucuruí            | Pará             |
|            | Marcelo Chichilim      | PRD           | 815     | 1,41% | Tucuruí            | Pará             |
|            | Rosivaldo Lima Dantas  | PODE          | 753     | 1,30% | Tomé-Açu           | Pará             |
|            | Sidney Vaz             | Solidariedade | 677     | 1,17% | Tucuruí            | Pará             |